# Екатеринбургская городская Дума 5 созыва
Екатеринбургская городская Дума 5 созыва (2009—2013 года) начала свою работу в марте 2009 года. Первое заседание думы 6-го созыва состоялось 10 марта 2009 года.

## Выборы
Выборы в Екатеринбургскую городскую думу V-го созыва прошли 1 марта 2009 года. В соответствии с уставом города Екатеринбург, выборы прошли по мажоритарной избирательной системе. Явка составила 18 %. В думе 5-го созыва действовало 2 фракций:
- Фракция «Единая Россия» — 28 из 35 депутатов.
- Фракция «Коммунистическая партия Российской Федерации» — 1 из 35 депутатов.

## Структура

### Комиссии
В составе ЕГД V созыва действовало 8 комиссий:
- по муниципальной собственности;
- по экономическому развитию и инвестициям промышленности и предпринимательской деятельности;
- по социальной защите и здравоохранению;
- по местному самоуправлению, культурной и информационной политике и связям с общественностью;
- по бюджету и экономической политике;
- по городскому хозяйству, градостроительству и землепользованию;
- по развитию образования, науки, физической культуры, спорта и молодежной политике;
- по безопасности жизнедеятельности населения.

### Рабочие группы ЕГД
- Контрольно-счетная палата ЕГД.

## Состав
Выбывшие депутаты
| 5 созыв (2009—2013)                                      | 5 созыв (2009—2013) | 5 созыв (2009—2013)                                                            | 5 созыв (2009—2013)                                                                  | 5 созыв (2009—2013)                                                                                               |
| Фамилия Имя Отчество                                     | Дата рождения       | Способ избрания                                                                | До избрания                                                                          | Должность в городской думе                                                                                        |
| -------------------------------------------------------- | ------------------- | ------------------------------------------------------------------------------ | ------------------------------------------------------------------------------------ | --- |
| Единая Россия                                            |                     |                                                                                |                                                                                      | |
| Антонов Николай Игоревич                                 | 24.09.1967          | Избран по одномандатному избирательному округу № 29                            | Начальник отделения службы экономической безопасности в УФСБ по Свердловской области | Член комиссии по муниципальной собственности                                                                      |
| Бородин Алексей Александрович                            | 23.09.1970          | Избран по одномандатному избирательному округу № 3                             | Директор по развитию в ЗАО «Свердловская компания по обеспечению нефтепродуктами»    | Член комиссии по городскому хозяйству, градостроительству и землепользованию                                      |
| Бура Андрей Владимирович                                 | 08.08.1966          | Избран по одномандатному избирательному округу № 20                            | Депутат Екатеринбургской городской думы IV созыва                                    | Председатель комиссии по безопасности жизнедеятельности населения                                                 |
| Воробьев Вадим Леонидович (с 10.10.2010)                 | 11.11.1954          | Избран по одномандатному избирательному округу № 11 (Передан мандат Рапопорта) | Глава Администрации Кировского района Екатеринбурга                                  | Член комиссии по местному самоуправлению, культурной и информационной политике и связям с общественностью         |
| Габинский Ян Львович                                     | 09.10.1952          | Избран по одномандатному избирательному округу № 19                            | Депутат Екатеринбургской городской думы IV созыва                                    | Член комиссии по местному самоуправлению, культурной и информационной политике и связям с общественностью         |
| Городенкер Владимир Борисович                            | 29.05.1976          | Избран по одномандатному избирательному округу № 21                            | Депутат Екатеринбургской городской думы IV созыва                                    | Член комиссии по бюджету и экономической политике                                                                 |
| Дерягина Елена Евгеньевна                                | 17.05.1956          | Избрана по одномандатному избирательному округу № 16                           | Депутат Екатеринбургской городской думы IV созыва                                    | Член комиссии по социальной защите и здравоохранению                                                              |
| Дозорец Юрий Иванович                                    | 07.09.1958          | Избран по одномандатному избирательному округу № 30                            | Директор ООО «Метрострой-подземные технологии»                                       | Член комиссии по экономическому развитию и инвестициям, промышленности и предпринимательской деятельности         |
| Кагилев Олег Владимирович                                | 31.01.1979          | Избран по одномандатному избирательному округу № 4                             | Генеральный директор ООО "ПСФ «Неокрил»                                              | Член комиссии по социальной защите и здравоохранению                                                              |
| Касимов Евгений Петрович (до 20.12.2011)                 | 21.04.1954          | Избран по одномандатному избирательному округу № 26                            | Депутат Екатеринбургской городской думы IV созыва                                    | Член комиссии по местному самоуправлению, культурной и информационной политике и связям с общественностью         |
| Ковпак Лев Игоревич (до 30.03.2010)                      | 23.10.1978          | Избран по одномандатному избирательному округу № 14                            | Депутат Екатеринбургской городской думы IV созыва                                    | Член комиссии по бюджету и экономической политике                                                                 |
| Маркелов Сергей Павлович                                 | 23.10.1960          | Избран по одномандатному избирательному округу № 22                            | Директор ООО «Стройинвест»                                                           | Член комиссии по городскому хозяйству, градостроительству и землепользованию                                      |
| Мелехин Сергей Владимирович                              | 19.09.1965          | Избран по одномандатному избирательному округу № 5                             | начальник информационно-аналитического отдела ООО «Вест-Инвест»                      | Член комиссии по развитию образования, науки, физической культуры, спорта и молодёжной политике                   |
| Мяконьких Александр Геннадьевич                          | 10.11.1963          | Избран по одномандатному избирательному округу № 7                             | Председатель СРОО «Порядок в районе»                                                 | Член комиссии по безопасности жизнедеятельности населения                                                         |
| Овчинникова Ира Александровна                            | 07.02.1960          | Избрана по одномандатному избирательному округу № 2                            | Депутат Екатеринбургской городской думы IV созыва                                    | Член комиссии по бюджету и экономической политике                                                                 |
| Пехотин Игорь Юрьевич                                    | 19.03.1969          | Избран по одномандатному избирательному округу № 9                             | Генеральный директор ОАО «Екатеринбургский городской молочный завод № 1»             | Член комиссии по экономическому развитию и инвестициям, промышленности и предпринимательской деятельности         |
| Плаксин Игорь Юрьевич                                    | 31.05.1964          | Избран по одномандатному избирательному округу № 33                            | Директор Некоммерческого партнерства «Уралэнергостройкомплекс»                       | Член комиссии по бюджету и экономической политике                                                                 |
| Порунов Евгений Николаевич                               | 28.02.1954          | Избран по одномандатному избирательному округу № 12                            | Председатель Екатеринбургской городской думы IV созыва                               | Председатель Екатеринбургской городской думы                                                                      |
| Рапопорт Леонид Аронович (до 21.06.2010)                 | 28.04.1959          | Избран по одномандатному избирательному округу № 11                            | Депутат Екатеринбургской городской думы IV созыва                                    | Председатель комиссии по развитию образования, науки, физической культуры, спорта и молодёжной политике           |
| Романовский Эдуард Давыдович                             | 10.07.1958          | Избран по одномандатному избирательному округу № 25                            | Депутат Екатеринбургской городской думы IV созыва                                    | Председатель комиссии по экономическому развитию и инвестициям, промышленности и предпринимательской деятельности |
| Савинов Константин Николаевич                            | 12.06.1970          | Избран по одномандатному избирательному округу № 1                             | Главный врач в Центральной городской больнице № 2 им. МиславскогоА. А.               | Председатель постоянной комиссии по социальной защите и здравоохранению                                           |
| Сергин Дмитрий Рифович                                   | 04.11.1967          | Избран по одномандатному избирательному округу № 32                            | Директор по связям с общественностью ЗАО "Управляющая компания «Стандарт»            | Член комиссии по муниципальной собственности                                                                      |
| Спектор Яков Авдеевич                                    | 15.06.1944          | Избран по одномандатному избирательному округу № 23                            | Заместитель председателя Екатеринбургской городской думы IV созыва                   | Заместитель председателя Екатеринбургской городской думы                                                          |
| Тестов Виктор Николаевич                                 | 16.11.1962          | Избран по одномандатному избирательному округу № 8                             | Депутат Екатеринбургской городской думы IV созыва                                    | Председатель комиссии по муниципальной собственности                                                              |
| Фисенко Алексей Григорьевич                              | 29.09.1958          | Избран по одномандатному избирательному округу № 15                            | Глава администрации Ленинского района г. Екатеринбурга                               | Член комиссии по муниципальной собственности                                                                      |
| Шаманова Светлана Николаевна                             | 15.02.1956          | Избрана по одномандатному избирательному округу № 6                            | Депутат Екатеринбургской городской думы IV созыва                                    | Член комиссии по развитию образования, науки, физической культуры, спорта и молодёжной политике                   |
| Шарапов Анатолий Николаевич                              | 22.12.1958          | Избран по одномандатному избирательному округу № 35                            | Депутат Екатеринбургской городской думы IV созыва                                    | Председатель комиссии по местному самоуправлению, культурной и информационной политике и связям с общественностью |
| Шихов Рафаэль Шафакович                                  | 10.12.1962          | Избран по одномандатному избирательному округу № 34                            | Депутат Екатеринбургской городской думы IV созыва                                    | Председатель комиссии по бюджету и экономической политике                                                         |
| КПРФ                                                     |                     |                                                                                |                                                                                      | |
| Тыщенко Илья Владимирович                                | 26.12.1971          | Избран по одномандатному избирательному округу № 31                            | Генеральный директор ЗАО «Техсоюз»                                                   | Член комиссии по городскому хозяйству, градостроительству и землепользованию                                      |
| Справедливая Россия                                      |                     |                                                                                |                                                                                      | |
| Ушаков Геннадий Владимирович (с 13.03.2011 по 27.03.2012 | 16.01.1976          | Избран по одномандатному избирательному округу № 14 (Передан мандат Ковпака)   | Директор по дорожному строительству ООО «Русская дорожная компания»                  | Член комиссии по бюджету и экономической политике                                                                 |
| Беспартийные                                             |                     |                                                                                |                                                                                      | |
| Волков Леонид Михайлович                                 | 10.11.1980          | Избран по одномандатному избирательному округу № 10                            | Заместитель директора ЗАО ПФ «СКБ Контур»                                            | Член комиссии по местному самоуправлению, культурной и информационной политике и связям с общественностью         |
| Володин Игорь Валерьевич                                 | 28.12.1962          | Избран по одномандатному избирательному округу № 27                            | Директор ООО "Агентство недвижимости «Ранчо»                                         | Член комиссии по муниципальной собственности                                                                      |
| Найданов Александр Алексеевич                            | 21.09.1967          | Избран по одномандатному избирательному округу № 24                            | Генеральный директор ЗАО «Орджоникидзевская управляющая жилищная компания»           | Член комиссии по экономическому развитию и инвестициям, промышленности и предпринимательской деятельности         |
| Петлин Максим Анатольевич                                | 12.10.1973          | Избран по одномандатному избирательному округу № 18                            | Председатель правления ТСЖ Ленинский 32"Б"                                           | Член комиссии по городскому хозяйству, градостроительству и землепользованию                                      |
| Усов Игорь Николаевич                                    | 05.02.1968          | Избран по одномандатному избирательному округу № 17                            | Председатель Ленинской общественной организации «Инвалидов войны в Афганистане»      | Член комиссии по муниципальной собственности                                                                      |
| Фамиев Нафик Ахнафович (до 20.12.2011)                   | 10.03.1960          | Избран по одномандатному избирательному округу № 28                            | Депутат Екатеринбургской городской думы IV созыва                                    | Член комиссии по социальной защите и здравоохранению                                                              |